# UCI World Tour féminin 2016
Cet article concerne la compétition féminine. Pour la compétition masculine, voir UCI World Tour 2016.
Navigation
Édition suivante
L'UCI World Tour féminin 2016 est la 1re édition de l'UCI World Tour féminin. Mis en place sur un format similaire au UCI World Tour masculin, il comporte neuf courses d'un jour de l'ancienne Coupe du monde sur route féminine, ainsi que quatre courses d'un jour supplémentaires. Cependant, contrairement à son prédécesseur, le World Tour incorpore également quatre courses par étapes, en Chine, aux États-Unis, au Royaume-Uni et en Italie.
Le classement individuel est remporté par la cycliste américaine Megan Guarnier, membre de l'équipe Boels-Dolmans. Guarnier s'est emparé de la tête du classement après avoir remporté le Tour de Californie, et l'a conservé le reste de la saison, ajoutant encore des victoires lors de la Philadelphia Cycling Classic et du Tour d'Italie. Son adversaire la plus proche, la Canadienne Leah Kirchmann (Liv-Plantur) termine à plus de 300 points à la deuxième place. La troisième place du classement revient à la championne du monde en titre, la Britannique Elizabeth Armitstead, également membre de l'équipe Boels-Dolmans. Armitstead est avec quatre victoires, la coureuse la plus victorieuse sur cette saison 2016.
Dans les autres classements, Katarzyna Niewiadoma, la Polonaise de l'équipe Rabo Liv remporte le classement des jeunes pour les coureuses de moins de 23 ans. Niewiadoma cumule six victoires dans ce classement et terminé avec le double de points par rapport à sz plus proche adversaire , la néerlandaise Floortje Mackaij de l'équipe Liv-Plantur. Boels-Dolmans gagne le classement par équipes, avec dix victoires en dix-sept courses, y compris les cinq premières courses de la saison.

## Barème
Le barème des points du classement World Tour pour le classement général est le même pour toutes les épreuves. Pour les courses à étapes, des points supplémentaires sont également accordés pour les victoires d'étapes et le port du maillot de leader du classement général :
| Position                  | 1er | 2e  | 3e | 4e | 5e | 6e | 7e | 8e | 9e | 10e | 11e | 12e | 13e | 14e | 15e | 16e | 17e | 18e | 19e | 20e |
| Classement général        | 120 | 100 | 85 | 70 | 60 | 50 | 40 | 35 | 30 | 25  | 20  | 18  | 16  | 14  | 12  | 10  | 8   | 6   | 4   | 2   |
| Étapes et demi-étapes     | 25  | 20  | 18 | 16 | 14 | 12 | 10 | 8  | 6  | 4   |     |     |     |     |     |     |     |     |     |     |
| Port du maillot de leader | 6   |     |    |    |    |    |    |    |    |     |     |     |     |     |     |     |     |     |     |     |

## Courses
| Date         | #  | Course                                   | Pays            | Vainqueur            | Deuxième             | Troisième            | Leader du général    |
| ------------ | -- | ---------------------------------------- | --------------- | -------------------- | -------------------- | -------------------- | -------------------- |
| 5 mars       | 1  | Strade Bianche                           | Italie          | Elizabeth Armitstead | Katarzyna Niewiadoma | Emma Johansson       | Elizabeth Armitstead |
| 12 mars      | 2  | Tour de Drenthe                          | Pays-Bas        | Chantal Blaak        | Gracie Elvin         | Trixi Worrack        | Anna van der Breggen |
| 20 mars      | 3  | Trofeo Alfredo Binda-Comune di Cittiglio | Italie          | Elizabeth Armitstead | Megan Guarnier       | Jolanda Neff         | Elizabeth Armitstead |
| 27 mars      | 4  | Gand-Wevelgem                            | Belgique        | Chantal Blaak        | Lisa Brennauer       | Lucinda Brand        | Chantal Blaak        |
| 3 avril      | 5  | Tour des Flandres                        | Belgique        | Elizabeth Armitstead | Emma Johansson       | Chantal Blaak        | Elizabeth Armitstead |
| 20 avril     | 6  | Flèche wallonne                          | Belgique        | Anna van der Breggen | Evelyn Stevens       | Megan Guarnier       | Elizabeth Armitstead |
| 6-8 mai      | 7  | Tour de l'île de Chongming               | Chine           | Chloe Hosking        | Huang Ting-ying      | Leah Kirchmann       | Elizabeth Armitstead |
| 19-22 mai    | 8  | Tour de Californie                       | États-Unis      | Megan Guarnier       | Kristin Armstrong    | Evelyn Stevens       | Megan Guarnier       |
| 5 juin       | 9  | Philadelphia Cycling Classic             | États-Unis      | Megan Guarnier       | Elisa Longo Borghini | Alena Amialiusik     | Megan Guarnier       |
| 15-19 juin   | 10 | The Women's Tour                         | Grande-Bretagne | Elizabeth Armitstead | Ashleigh Moolman     | Elisa Longo Borghini | Megan Guarnier       |
| 1-10 juillet | 11 | Tour d'Italie                            | Italie          | Megan Guarnier       | Evelyn Stevens       | Anna van der Breggen | Megan Guarnier       |
| 24 juillet   | 12 | La course by Le Tour de France           | France          | Chloe Hosking        | Lotta Lepistö        | Marianne Vos         | Megan Guarnier       |
| 30 juillet   | 13 | RideLondon-Classique                     | Grande-Bretagne | Kirsten Wild         | Nina Kessler         | Leah Kirchmann       | Megan Guarnier       |
| 19 août      | 14 | Open de Suède Vårgårda TTT               | Suède           | Boels Dolmans        | Cervélo Bigla        | Rabo Liv             | Megan Guarnier       |
| 21 août      | 15 | Open de Suède Vårgårda                   | Suède           | Emilia Fahlin        | Lotta Lepistö        | Chantal Blaak        | Megan Guarnier       |
| 27 août      | 16 | Grand Prix de Plouay                     | France          | Eugenia Bujak        | Elena Cecchini       | Joëlle Numainville   | Megan Guarnier       |
| 11 septembre | 17 | La Madrid Challenge by La Vuelta         | Espagne         | Jolien D'Hoore       | Chloe Hosking        | Marta Bastianelli    | Megan Guarnier       |

## Classements finals

### Classement individuel

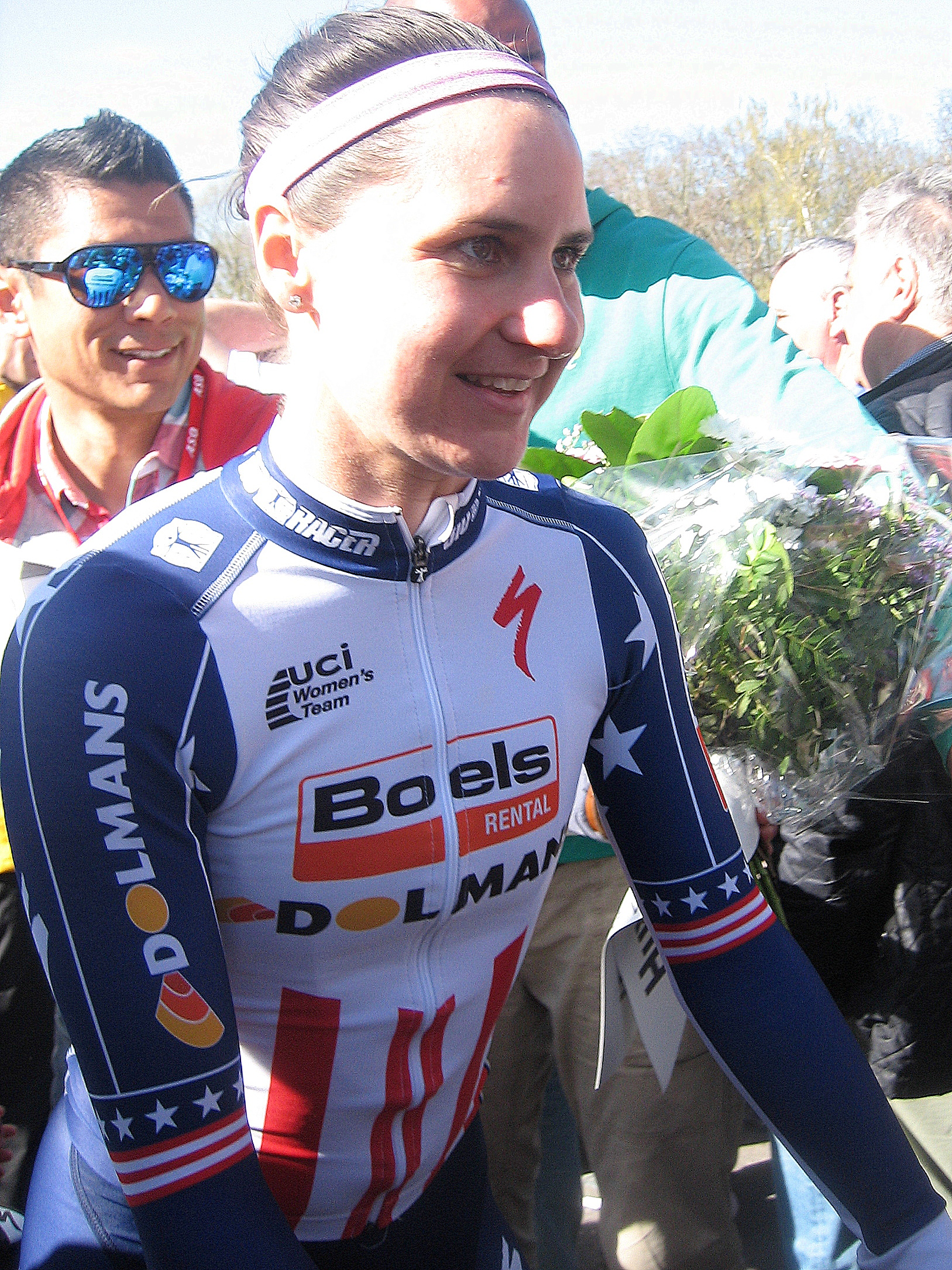
Megan Guarnier (ici lors de la Flèche wallonne), s'adjuge le classement individuel.

| Rang                                | Coureuse                  | Pays            | Équipe                          | Points |
| ----------------------------------- | ------------------------- | --------------- | ------------------------------- | ------ |
| 1                                   | Megan Guarnier            | États-Unis      | Boels Dolmans                   | 946    |
| 2                                   | Leah Kirchmann            | Canada          | Liv-Plantur                     | 624    |
| 3                                   | Elizabeth Armitstead      | Grande-Bretagne | Boels Dolmans                   | 545    |
| 4                                   | Chantal Blaak             | Pays-Bas        | Boels Dolmans                   | 541    |
| 5                                   | Elisa Longo Borghini      | Italie          | Wiggle High5                    | 523    |
| 6                                   | Evelyn Stevens            | États-Unis      | Boels Dolmans                   | 519    |
| 7                                   | Anna van der Breggen      | Pays-Bas        | Rabo Liv Women                  | 492    |
| 8                                   | Emma Johansson            | Suède           | Wiggle High5                    | 463    |
| 9                                   | Chloe Hosking             | Australie       | Wiggle High5                    | 450    |
| 10                                  | Marianne Vos              | Pays-Bas        | Rabo Liv Women                  | 442    |
| 11                                  | Katarzyna Niewiadoma      | Pologne         | Rabo Liv Women                  | 421    |
| 12                                  | Alena Amialiusik          | Biélorussie     | Canyon-SRAM Racing              | 288    |
| 13                                  | Maria Giulia Confalonieri | Italie          | Lensworld-Zannata               | 286    |
| 14                                  | Lotta Lepistö             | Finlande        | Cervélo Bigla                   | 279    |
| 15                                  | Amy Pieters               | Pays-Bas        | Wiggle High5                    | 265    |
| 16                                  | Marta Bastianelli         | Italie          | Alé Cipollini                   | 249    |
| 17                                  | Eugenia Bujak             | Pologne         | BTC City Ljubljana              | 245    |
| 18                                  | Joëlle Numainville        | Canada          | Cervélo Bigla                   | 241    |
| 19                                  | Carmen Small              | États-Unis      | Cervélo Bigla Cylance           | 240    |
| 20                                  | Roxane Fournier           | France          | Poitou-Charentes.Futuroscope.86 | 234    |
| 163 coureuses ont marqué des points |                           |                 |                                 |        |
| Source:                             |                           |                 |                                 |        |

### Classement des jeunes

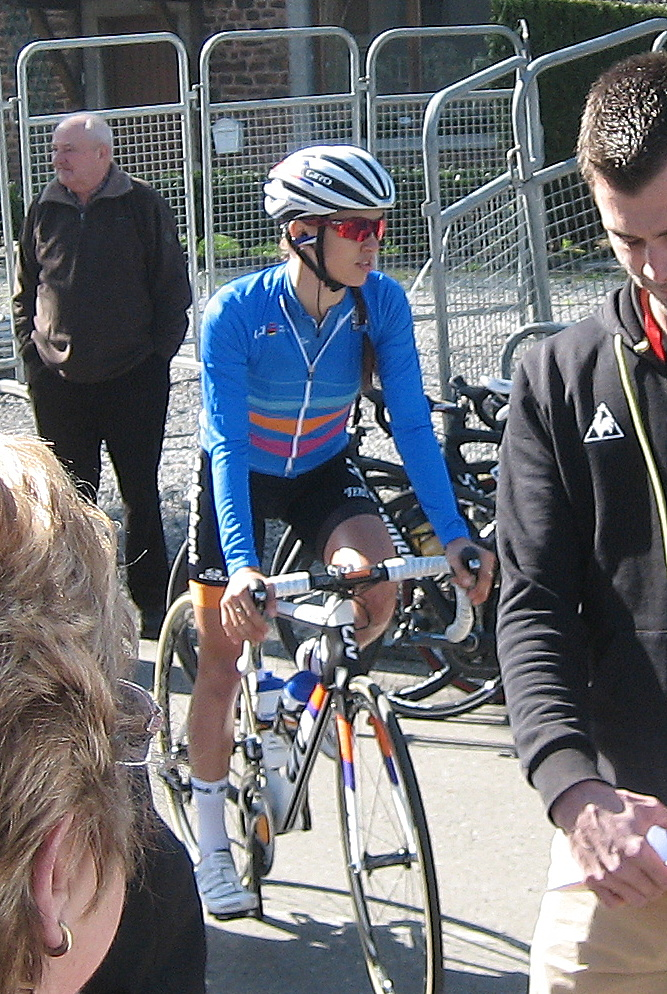
Katarzyna Niewiadoma (ici lors de la Flèche wallonne), est la lauréate du classement des jeunes.

Les trois premières coureuses de moins de 23 ans (au début de la saison) de chaque épreuve World Tour reçoivent des points pour le classement des jeunes. Six points sont attribués à la première place, quatre points à la deuxième place et deux points à la troisième place.
| Classement des jeunes              | Classement des jeunes | Classement des jeunes | Classement des jeunes | Classement des jeunes |
| Rang                               | Coureuse              | Pays                  | Équipes               | Points                |
| ---------------------------------- | --------------------- | --------------------- | --------------------- | --------------------- |
| 1                                  | Katarzyna Niewiadoma  | Pologne               | Rabo Liv Women        | 36                    |
| 2                                  | Floortje Mackaij      | Pays-Bas              | Liv-Plantur           | 18                    |
| 3                                  | Sheyla Gutiérrez      | Espagne               | Cylance               | 18                    |
| 4                                  | Jip van den Bos       | Pays-Bas              | Parkhotel Valkenburg  | 14                    |
| 5                                  | Lotte Kopecky         | Belgique              | Lotto Soudal Ladies   | 12                    |
| 6                                  | Alice Barnes          | Grande-Bretagne       | Drops                 | 10                    |
| 7                                  | Alexis Ryan           | États-Unis            | Canyon-SRAM Racing    | 10                    |
| 8                                  | Chanella Stougje      | Pays-Bas              | Parkhotel Valkenburg  | 6                     |
| 9                                  | Chloe Dygert          | États-Unis            | Twenty16-Ridebiker    | 6                     |
| 10                                 | Ilaria Sanguineti     | Italie                | Bepink                | 6                     |
| 26 coureuses ont marqué des points |                       |                       |                       |                       |
| Source:                            |                       |                       |                       |                       |

### Classement par équipes
Le classement par équipes est calculé en additionnant les points des quatre meilleures coureuses de chaque équipe sur chaque course, ainsi que les points marqués lors du contre-la-montre par équipes de l'Open de Suède Vårgårda.
| Rang                             | Équipe                           | STR | RON | TRO | GEN | FLA | LFW | CHO | TOC | PHI | AWT | GIR | LAC | RID | TTT | VAR | PLO | MAD | Points |
| -------------------------------- | -------------------------------- | --- | --- | --- | --- | --- | --- | --- | --- | --- | --- | --- | --- | --- | --- | --- | --- | --- | ------ |
| 1                                | Boels Dolmans                    | 176 | 130 | 238 | 200 | 325 | 193 |     | 302 | 190 | 268 | 507 |     |     | 140 | 85  | 60  | 80  | 2894   |
| 2                                | Wiggle High5                     | 169 | 14  | 97  | 118 | 160 | 100 | 187 | 109 | 142 | 301 | 302 | 120 | 20  | 64  | 90  | 30  | 222 | 2245   |
| 3                                | Rabo Liv Women                   | 192 | 86  | 90  | 85  | 60  | 220 |     | 127 |     | 171 | 366 | 85  | 114 | 100 | 69  | 88  |     | 1853   |
| 4                                | Canyon-SRAM Racing               | 2   | 103 | 78  | 118 | 12  | 54  |     | 30  | 120 | 72  | 107 | 40  | 30  | 80  | 54  | 131 |     | 1031   |
| 5                                | Liv-Plantur                      | 25  | 65  | 16  | 40  |     |     | 145 |     |     | 163 | 118 | 18  | 85  | 48  | 35  | 62  | 20  | 840    |
| 6                                | Cervélo Bigla                    |     | 8   |     | 62  | 6   | 18  |     |     |     | 167 |     | 170 | 50  | 120 | 100 | 93  |     | 794    |
| 7                                | Orica-AIS                        | 50  | 150 | 45  | 68  | 72  | 61  |     |     |     | 122 |     | 12  | 8   |     | 40  | 49  | 14  | 691    |
| 8                                | Alé Cipollini                    | 16  | 60  | 8   |     |     | 26  | 102 |     |     | 54  | 76  | 4   | 18  | 40  | 120 | 36  | 85  | 645    |
| 9                                | Hitec Products                   | 30  | 35  | 30  |     |     |     | 51  |     |     | 16  | 104 | 8   | 120 | 32  |     |     | 35  | 461    |
| 10                               | Lensworld-Zannata                |     | 4   | 12  |     | 2   |     |     |     |     |     | 64  | 25  | 160 | 28  | 68  | 10  | 60  | 433    |
| 11                               | Cylance                          | 8   | 50  |     |     | 16  |     | 40  |     | 30  | 8   | 50  |     | 35  | 52  | 28  | 40  | 68  | 425    |
| 12                               | BTC City Ljubljana               |     |     |     |     |     | 2   | 81  |     | 18  | 14  |     | 14  | 2   | 60  | 24  | 120 | 47  | 382    |
| 13                               | Poitou-Charentes.Futuroscope.86  |     | 6   |     |     |     |     | 134 |     |     |     | 46  | 110 | 34  |     |     |     | 30  | 360    |
| 14                               | Lotto Soudal Ladies              | 35  |     | 6   |     | 48  | 20  |     |     |     |     | 126 | 30  |     |     |     | 4   |     | 269    |
| 15                               | Twenty16-Ridebiker               |     |     |     |     |     |     |     | 236 | 29  |     |     |     |     |     |     |     |     | 265    |
| 16                               | Parkhotel Valkenburg Continental |     |     |     |     |     | 6   | 164 |     | 8   | 10  |     | 6   | 14  | 44  |     | 2   |     | 254    |
| 17                               | UnitedHealthcare Women's         |     |     | 20  |     | 10  |     |     | 134 | 30  |     |     | 16  |     |     |     |     |     | 210    |
| 18                               | Bepink                           |     |     |     | 10  | 14  |     |     |     |     |     | 55  | 20  | 10  | 56  |     |     | 16  | 181    |
| 19                               | Servetto Footon                  | 18  |     | 85  | 16  |     | 25  | 36  |     |     |     |     |     |     |     |     |     |     | 180    |
| 20                               | Tibco-Silicon Valley Bank        |     | 12  |     |     |     |     |     | 61  | 60  |     |     | 35  |     |     |     |     |     | 168    |
| 38 équipes ont marqué des points |                                  |     |     |     |     |     |     |     |     |     |     |     |     |     |     |     |     |     |        |
| Source:                          |                                  |     |     |     |     |     |     |     |     |     |     |     |     |     |     |     |     |     |        |